# Buick Model 6A
La Model 6A è un'autovettura di lusso prodotta dalla Buick nel 1909.

## Storia
La vettura è stata introdotta nel model year 1909 come erede della Model 5.
La Model 6A era dotata di un motore a quattro cilindri in linea da 5.506 cm³ di cilindrata che erogava 40 CV di potenza. Il propulsore era anteriore, mentre la trazione era posteriore. Il moto alle ruote posteriori era trasmesso tramite una catena. Il cambio era a tre rapporti.
Era disponibile con un solo tipo di carrozzeria, roadster due posti, e fu assemblata in 6 esemplari. Dopo un solo anno di produzione, venne sostituita dalla Model 7.